# Angelo Berardi
Angelo Berardi, född omkring 1636 i Sant'Agata Feltria, Rimini, död den 9 april 1694 i Rom, var en italiensk musiker. 
Berardi var kapellmästare vid Santa Maria in Trastevere i Rom. Han utgav teoretiska verk och komponerade psalmer och motetter med mera. 